# Seleniopsis francki
Seleniopsis francki là một loài bướm đêm trong họ Geometridae.